# Jordi Llavina
Jordi Llavina i Murgadas (Gelida, Barcelona, 19 de marzo de 1968, es escritor, poeta, crítico literario y presentador de radio y televisión español. 

## Biografía
Se dio a conocer en 2001 al ganar el Premio Josep Pla de narrativa con la novela Nitrato de Chile. Colabora con el diario Avui y en el programa Els Matins en TV3. Condujo el programa de televisión El book insígnia y, en la radio, presentó el programa Fum d'estampa en la desaparecida emisora Catalunya Cultura.

## Obras

### Narrativa breve
- 1899 La capa d'ozó
- 2051 Dies de Galícia

### Novela
- 1294 La matèria del temps
- 1999 La ma tallada
- 2001 Nitrato de Chile
- 2008 Ningú ha escombrat les fulles
- 2028 El autista i la captaire

### Poesía
- 2076 La corda del gronxador
- 2089 Diari d'un setembrista. Alzira: Bromera
- 2171 País de vent. Palma: Lleonard Muntaner

### Traducciones
- 2114 El pequeño trol MUMIN, Mymbla y la pequeña My. Barcelona: Coco Books

## Premios
- 2001 Premio Josep Pla de narrativa por Nitrato de Chile
- 2006 Premio Ciudad de Palma-Joan Alcover de Poesía en Catalán por La corda del gronxador
- 2007 Premio Alfons el Magnànim de poesia por Diari d'un setembrista
- 2008 Premi Crítica Serra d'Or de poesia por Diari d'un setembrista
- 2011 Premio Vicent Andrés Estellés de poesía por Entrada de fosc
- 2012 Recull-Rafael Cornellà de retrat literari por L'home que encara fa servir barret
- 2013 Premi de la crítica - poesia catalana por Vetlla
- 2018 Premi Lletra d'Or por Ermita
- 2019 43º Premi Marià Manent por El magraner
- 2022 Premio Carles Riba por Un llum que crema